# Моховая улица (Санкт-Петербург)

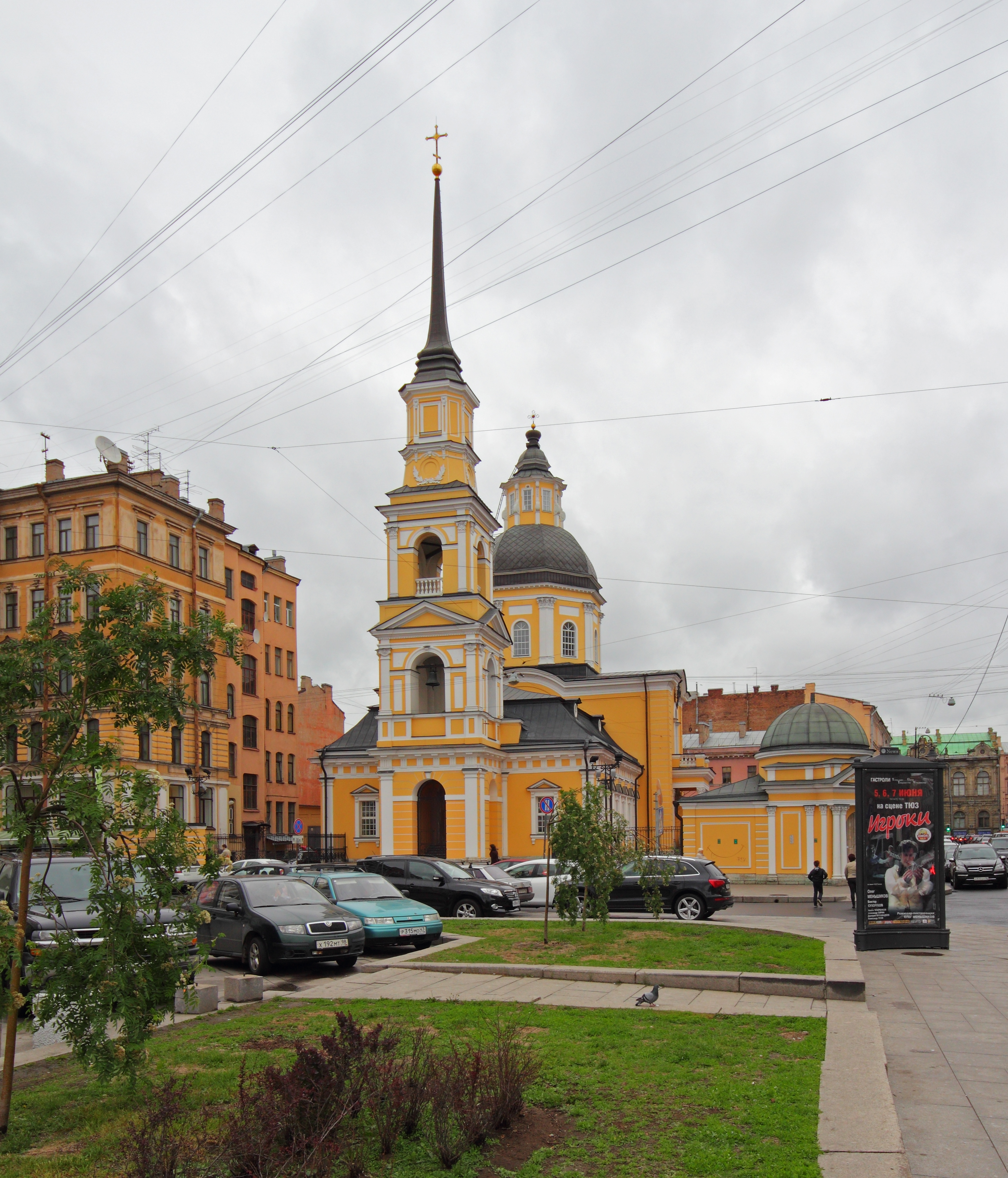
Церковь Симеона и Анны

Мохова́я у́лица — улица в Центральном районе Санкт-Петербурга. Проходит от улицы Чайковского до улицы Белинского.
Улица имеет важное культурно-историческое значение — тут расположено множество памятников истории и архитектуры XVIII—XX веков. Здесь по разным адресам в своё время проживали А. С. Даргомыжский, Ф. И. Тютчев, В. В. Стасов, М. И. Глинка, Т. Г. Шевченко, Д. И. Менделеев, И. А. Гончаров, П. А. Вяземский, П. А. Столыпин, С. О. Макаров, И. Л. Горемыкин, Н. В. Склифосовский, Е. Л. Шварц, Ю. Ю. Шевчук, Я. Г. Есипович, О. О. фон Витте и другие.

## Этимология
Моховая улица была проложена в 1720-х годах в слободе хамовников — ткачей, работавших на парусных дворах Партикулярной верфи и Адмиралтейства. Отсюда и появилось её первоначальное название Хамовая или Хамовская дорога. В 1757 году она приобрела статус городской улицы, а в конце XVIII века её стали называть Маховой. В 1826 году за улицей окончательной утвердилось название Моховая. Таким образом современное название является не производным от слова «мох» (как, например, случилось с одноимённой московской улицей), а видоизменением своего первоначального названия Хамовая дорога.

## История
В начале XVIII века территория, по которой проходит современная Моховая улица, была заболочена и покрыта негустым лесом. Однако после начала строительства Партикулярной верфи земли начали осушать и приводить в порядок. Здесь возник Хамовный двор, а на нынешней чётной стороне — Хамовная слобода. В то время жителями улицы наряду с работниками двора стали солдаты и офицеры Семёновского и Преображенского полков, а также служители дворцового ведомства — царские повара, хлебники, пивовары и квасовары. Также на улице селились и первые строители Санкт-Петербурга — служащие и мастера Канцелярии от строений и Конторы от строений императорских домов и садов.
Постепенно первых жителей улицы сменили представители других социальных слоёв. Здесь селятся зажиточные купцы, а в конце XVIII века среди владельцев недвижимости появляются и аристократы — Строгановы, Скваронские, Воронцовы. Историк А. П. Башуцкий писал в 1834 году, что Литейная часть Санкт-Петербурга, куда входила Моховая улица, составляет «царство лучшего общества, место жительства людей высшего круга, большого, тонкого и модного света». Расположенная в центре города тихая и уютная улица привлекала многих деятелей науки и литераторов, снимавших здесь квартиры.
До середины XIX века на Моховой улице сохранялись небольшие дома — одноэтажные деревянные или двухэтажные с каменным (кирпичным) нижним этажом. Вдоль улиц тянулись деревянные тротуары и неглубокие канавы для отвода дождевой воды, а с 1860-х годов появился водопровод. Проезжая часть с середины XVIII века мостилась булыжником — каждый домовладелец был обязан содержать в исправном состоянии участок улицы перед своим домом. В 1830-х годах булыжник был заменён на деревянные торцы, что значительно уменьшило шум, производимый конными экипажами. Асфальтовое же покрытие появилось на Моховой улице в 1930-х годах.
С середины XIX века в городе вышел запрет на строительство из дерева новых домов, выходящих на улицу, вследствие чего здания на Моховой начали интенсивно меняться. Здесь появились живописные особняки и представительные доходные дома. Среди архитекторов, создававших новый облик улицы, немало известных имён: А. Х. Пель, И. А. Монигетти, В. А. Шретер, Л. Н. Бенуа, Ф. И. Лидваль. Большинство ныне существующих ныне зданий относится к концу XIX — началу XX века. Особой монументальностью и разнообразием декора отличаются особняки дворян — Щербатовых, Оболенских, Толстых, Ламздорфов, Граббе, Строгановых, Воронцовых-Дашковых и т. д.
В советский период облик Моховой улицы изменился незначительно. После 1917 года было построено 4 дома — № 8, 19, 37, 47, а дома № 11/2 и 24/19 были надстроены, другие же отремонтированы и перестроены без изменения внешнего вида фасада. Во время Великой Отечественной войны бомба разрушила только дом № 23/10, однако все остальные здания на улице пострадали от неудовлетворительной эксплуатации и требовали ремонта. Процесс восстановления занял более 10 лет (с 1940-х до середины 1950-х годов). Для Ленинграда в целом и для Моховой улицы в частности на тот момент большое значение имел переход жилищного хозяйства с дровяного печного отопления на паровое. Тогда же в домах разобрали кирпичные печи, а на кухнях установили газовые плиты. Кроме этого, в связи с теплофикацией из дворов исчезли деревянные сараи и склады дров в подвалах. Вместо сараев в глубине дворов позже появились новые флигели, детские площадки или каменные подсобные постройки.

## Памятники архитектуры и истории

### От улицы Чайковского до улицы Пестеля

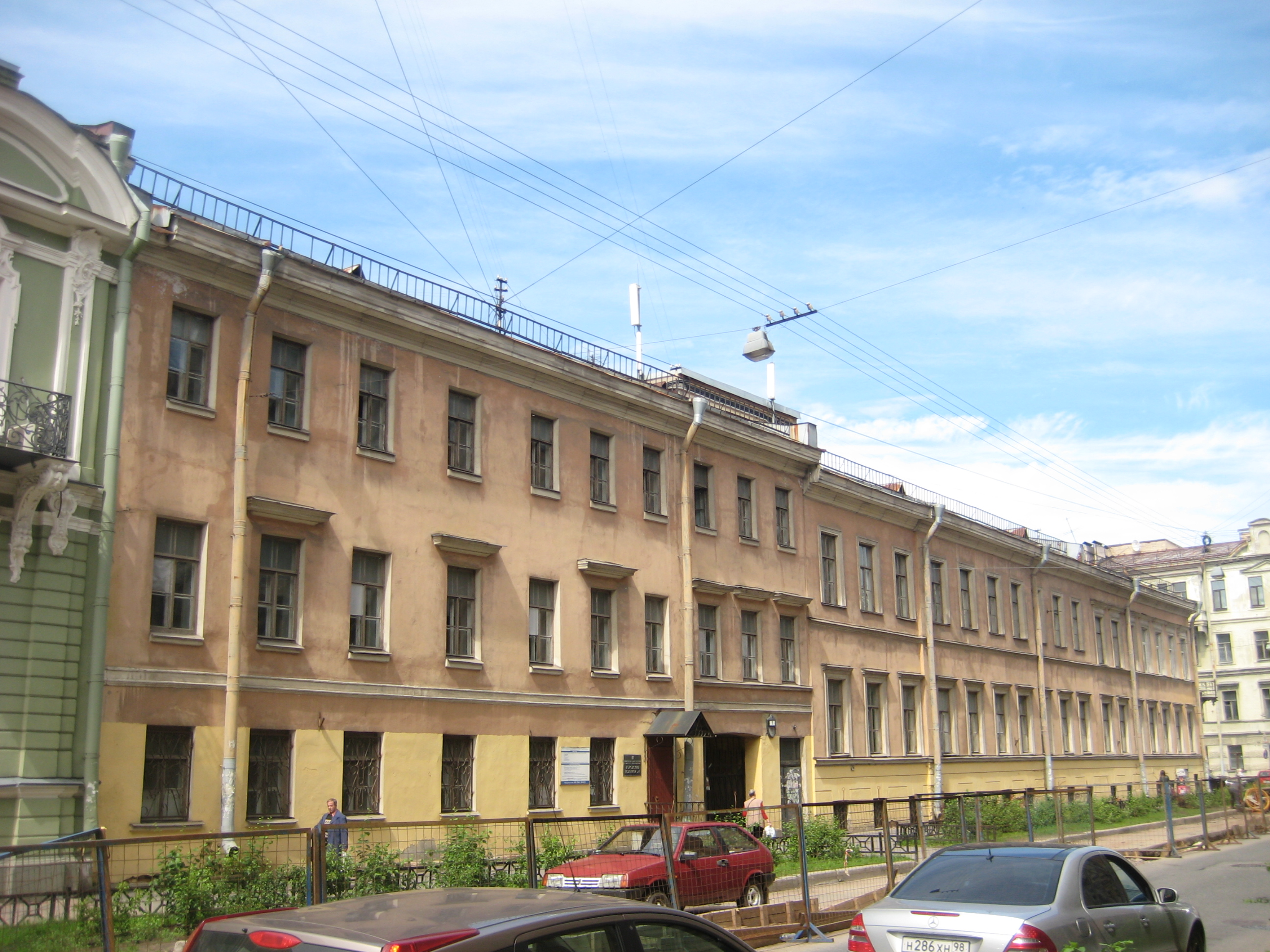
Особняк Н. М. Ламздорфа (№ 1)
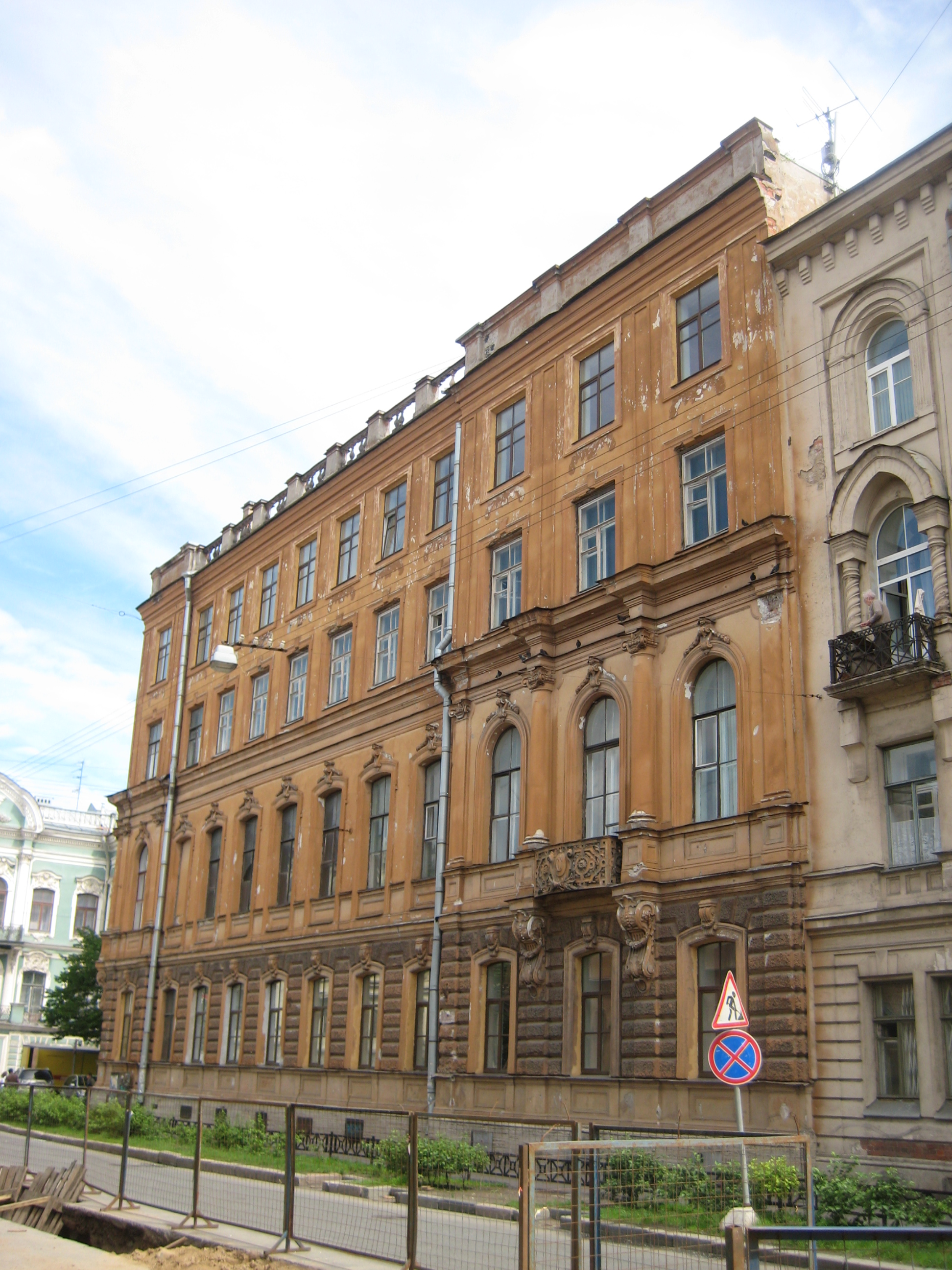
Дом Строгановых (№ 2)
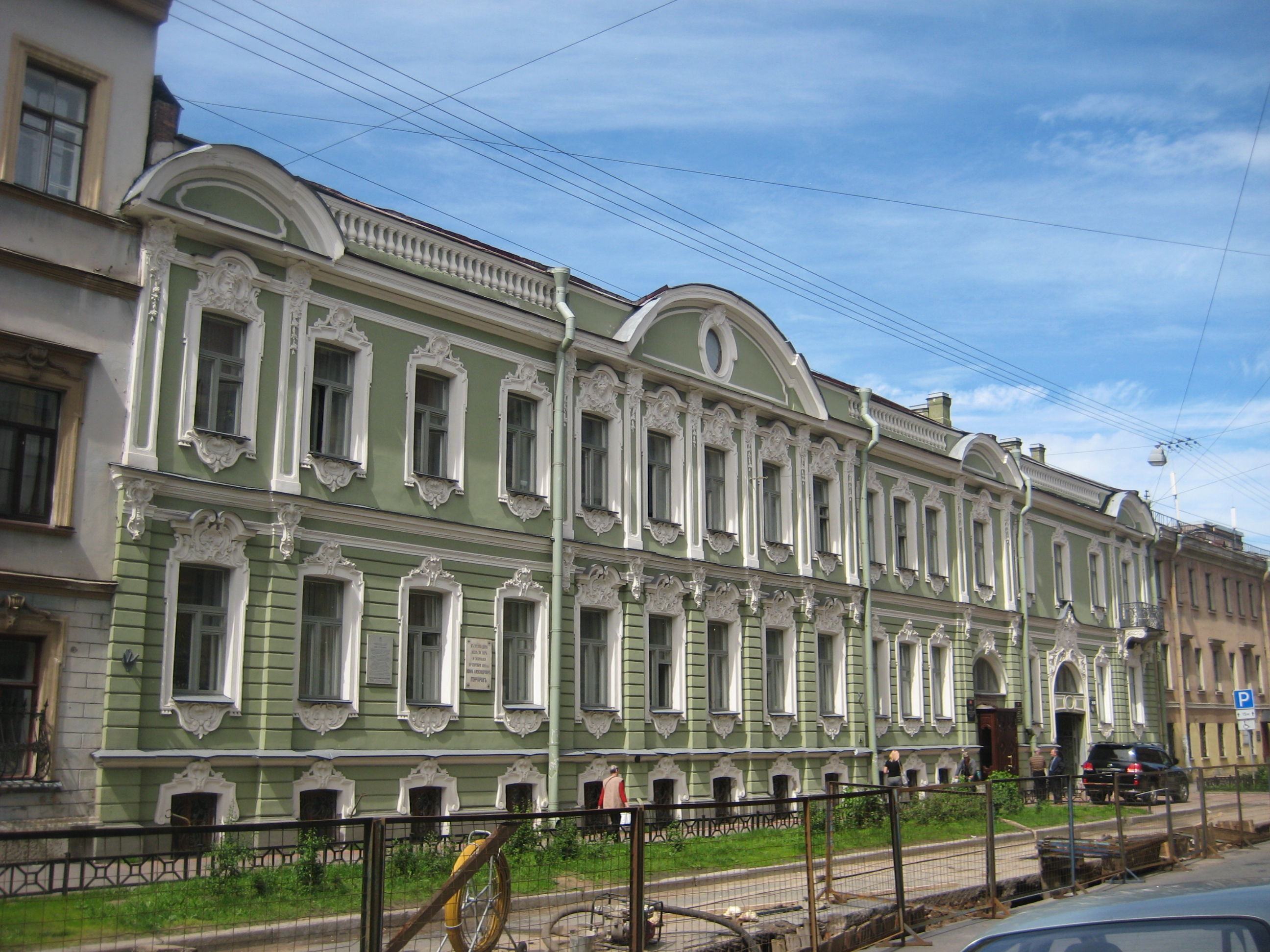
Особняк М. М. Устинова (№ 3)
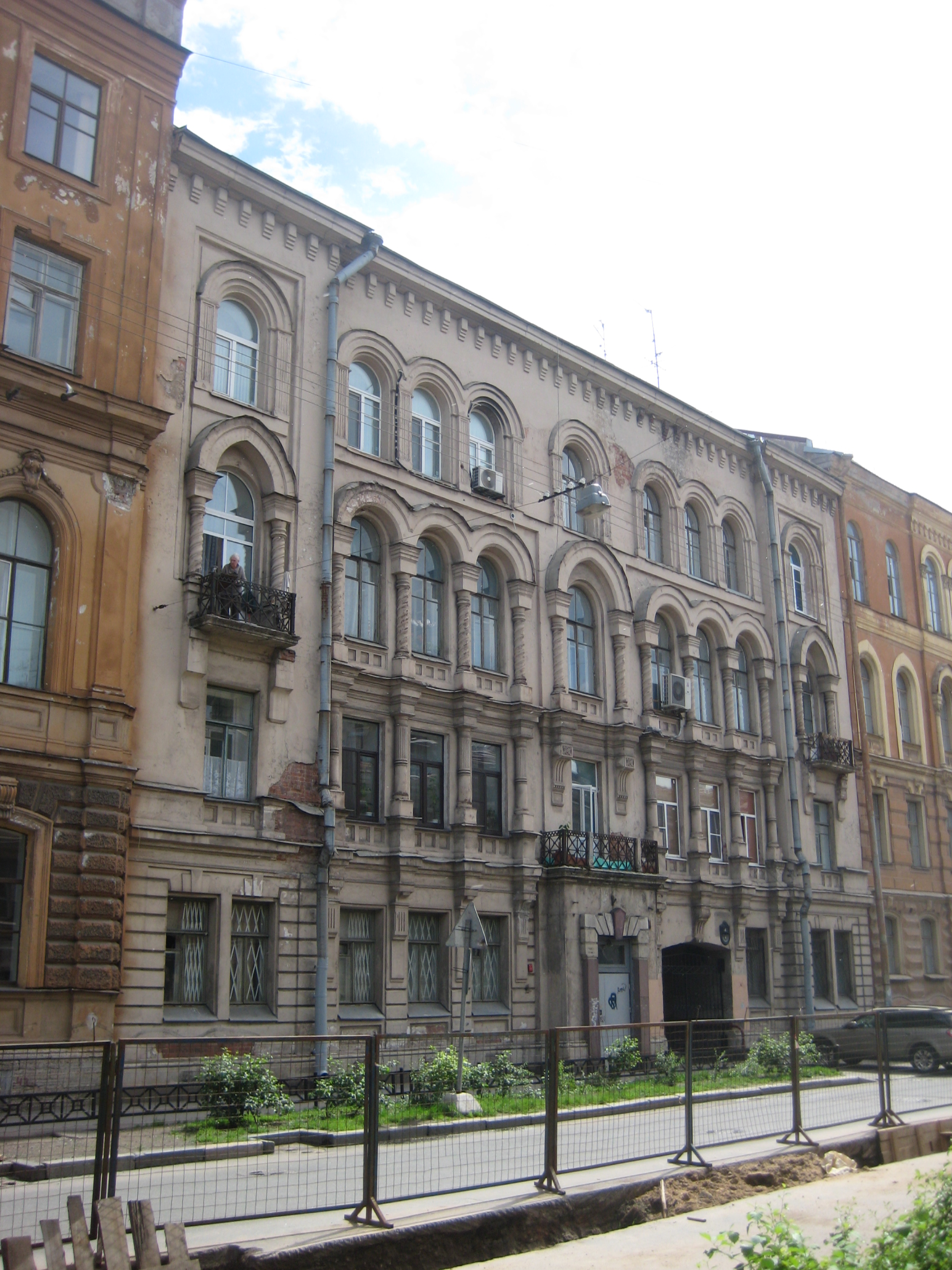
Доходный дом Е. К. Эренберга (№ 4)

#### Особняк Н. М. Ламздорфа (№ 1)
До 1735 года участок, на котором впоследствии был построен дом, принадлежал бывшему мундшенку Ивану Строеву. Двор был выкуплен поручиком Преображенского полка Ф. В. Мещерским, а через 8 лет продан подпоручику лейб-гвардии Преображенского полка А. Е. Фаминцыну. Следующим владельцем становится Е. Бахтин, ему же принадлежал и дом № 7 по Сергиевской улице (ныне Чайковского). Далее хозяева ещё несколько раз менялись — К. Корф, Ф. В. Боур, а с 1780-х годов генеральша Е. П. Гантвих. В 1829 году участок с двухэтажным каменным домом был частью владения В. В. Ефремовой.
С 1831 года этот дом принадлежит флигель-адъютанту графу Н. М. Ламздорфу. При нём были утверждены чертежи, подписанные архитектором А. Х. Пелем, для перестройки и надстройки дома, но высота дома осталась прежней. Позднее в здании размещался штаб генерал-фельдцейхмейстера (начальника артиллерии армии). С 1856 года эту должность занимал великий князь Михаил, сын Николая I. В 1870 году здание перестроено по проекту архитектора Р. Р. Генрихсена в стиле безордерного классицизма и несколько десятилетий до 1917 года принадлежало артиллерийскому ведомству.
Первоначально дом на углу Моховой и Чайковского значился по улице Чайковского под № 9, а следующий за ним — по улице Моховой под № 1. С 1950-х годов в доме № 9 (и в соседнем № 7) размещалась онкологическая больница. Со второй половины 1970-х годов, больнице был передан и дом № 1 по Моховой улице. В настоящее время оба дома объединены под один адрес — улица Моховая № 1/9.
В начале XXI века появились планы по реконструкции здания под офисно-гостиничный центр.
В 2001 году дом включён КГИОПом в «Перечень вновь выявленных объектов, представляющих историческую, научную, художественную или иную культурную ценность».

#### Дом Строгановых (№ 2)
По переписи населения 1737 года участок, на котором позднее был построен дом, принадлежал капитану-поручику Преображенского полка Ф. Фирсову. После смерти хозяина землю выкупил А. Каштарев, придворный двора цесаревны Елизаветы Петровны. Однако уже в 1740-х годах владельцем стал сын А. Д. Меншикова — А. А. Меншиков (в те годы — секунд-майор Преображенского полка); ещё через несколько лет, в 1749 году двор купил обер-комиссар И. Стеллих. В 1758—1772 годах домом владела семья псковского вице-губернатора Б. Княжнина. Следующий хозяин — протопоп Петропавловского собора В. Алексеев, затем советник И. Татищев, позже — генерал-майор С. Давыдов. В 1792—1794 годах по просроченной закладной участок перешёл к князьям Ивану и Петру Несвицким — сыновьям петербургского губернатора, вице-адмирала В. Несвицкого. В начале XIX века дом принадлежал представителям семейства Строгановых. Сначала Елизавете Александровне, вдове А. Г. Строганова, затем их сыну, дипломату Г. А. Строганову, двоюродному дяде Н. Гончаровой (Пушкиной).
В 1857 году владельцами стали П. С. Строганов, внук Г. А. Строганова, и его жена Анна, дочь известного военного историка Д. Бутурлина. По проекту И. Монигетти ими был возведён двухэтажный особняк в стиле эклектики на месте старого деревянного дома. В 1877 году по проекту архитектора М. Е. Месмахера по Сергиевской (ныне Чайковского) улице сделали пристройку в три окна для домовой церкви. Позже двухэтажное здание надстроили ещё на два этажа. Главный вход находился на Сергиевской улице. Парадные помещения располагались справа от беломраморной лестницы. В вестибюле стоит мраморная лисица (часть герба Строгановых), держащая картуш с вензелем «СС». Такой же вензель украшает угол дома. После смерти П. С. Строганова особняк унаследовал его внучатый племянник князь Г. А. Щербатов.
В советское время в особняке размещались различные учреждения: в 1922 году — Центральные костюмировочные мастерские Политпросвета; в 1930-е — Центральный музыкальный техникум; в начале 1950-х — Электромеханический техникум трамвайно-троллейбусного управления; в начале 1960-х — Радиотехнический техникум; с 1970-х — Техникум морского приборостроения; с 1990-х — Колледж морского приборостроения.

#### Особняк М. М. Устинова (№ 3)

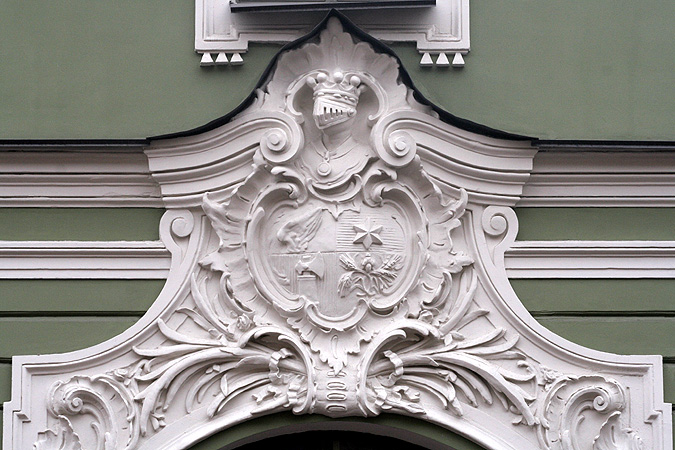
Герб Устиновых на барельефе на здании

Первым владельцем участка в 1730—1759 годах являлся штаб-квартирмейстер М. Марков, позднее продавший его. При владении этой землёй М. Б. Манучаровым к 1780-м годам здесь был выстроен двухэтажный каменный дом. Нижний этаж занимали комнаты прислуги и винный погреб, а верхний — жилые покои хозяина. Во дворе располагались служебные постройки и сад. Далее, до 1788 года домом владела семья сенатора И. Резанова; а также вдова генерала С. М. Черноевича Елизавете Аристарховна.
В начале XIX века здание было надстроено третьим этажом. При владении домом тайным советником М. Устиновым, во дворе архитектором А. Пелем сооружена беседка для отдыха. В 1875—1876 годах здание перестраивалось по проекту В. А. Шретера, в частности был богато украшен фасад в стиле барокко. Оформление фасада стало заметно похожим на находящийся неподалёку особняк — дом № 10 по Сергиевской улице. Ходили слухи, что архитектор преднамеренно выполнил такое подражание, исполнив этим требование заказчика. С 1857 года в доме Устиновых жил известный писатель И. А. Гончаров. Здесь им был написан роман «Обрыв» и многие другие произведения. Квартира Гончарова находилась на первом этаже с окнами, выходящими во двор. В гостях у писателя много раз бывали Д. В. Григорович, А. К. Толстой и другие. 15 сентября 1891 года писатель умер в своей квартире. В 1893 году на фасаде дома была укреплена памятная доска, выполненная по проекту Н. Л. Бенуа. В 1902-1903 годах в этом доме жил архитектор фон Витте О. О..
В 1920-х годах в бывшем доме Устинова размещался Производсоюз; в 1930-х — Дом культуры промкооперации; здесь же работал НИИ Академии коммунального хозяйства РСФСР, позже — другие организации. В настоящее время помещение занимает Северо-Западное управление Ростехнадзора.

#### Доходный дом Е. К. Эренберга (№ 4)
Четырёхэтажное здание построено в 1866—1867 годах архитектором Н. Ф. фон Брюлло.  7832072000
Дом построен в стиле эклектика, впервые для Санкт-Петербурга был введён новый архитектурный приём — крупный аркатурно-колончатый пояс.
В этом доме в 1868—1878 гг. жил адмирал Е. А. Беренс.

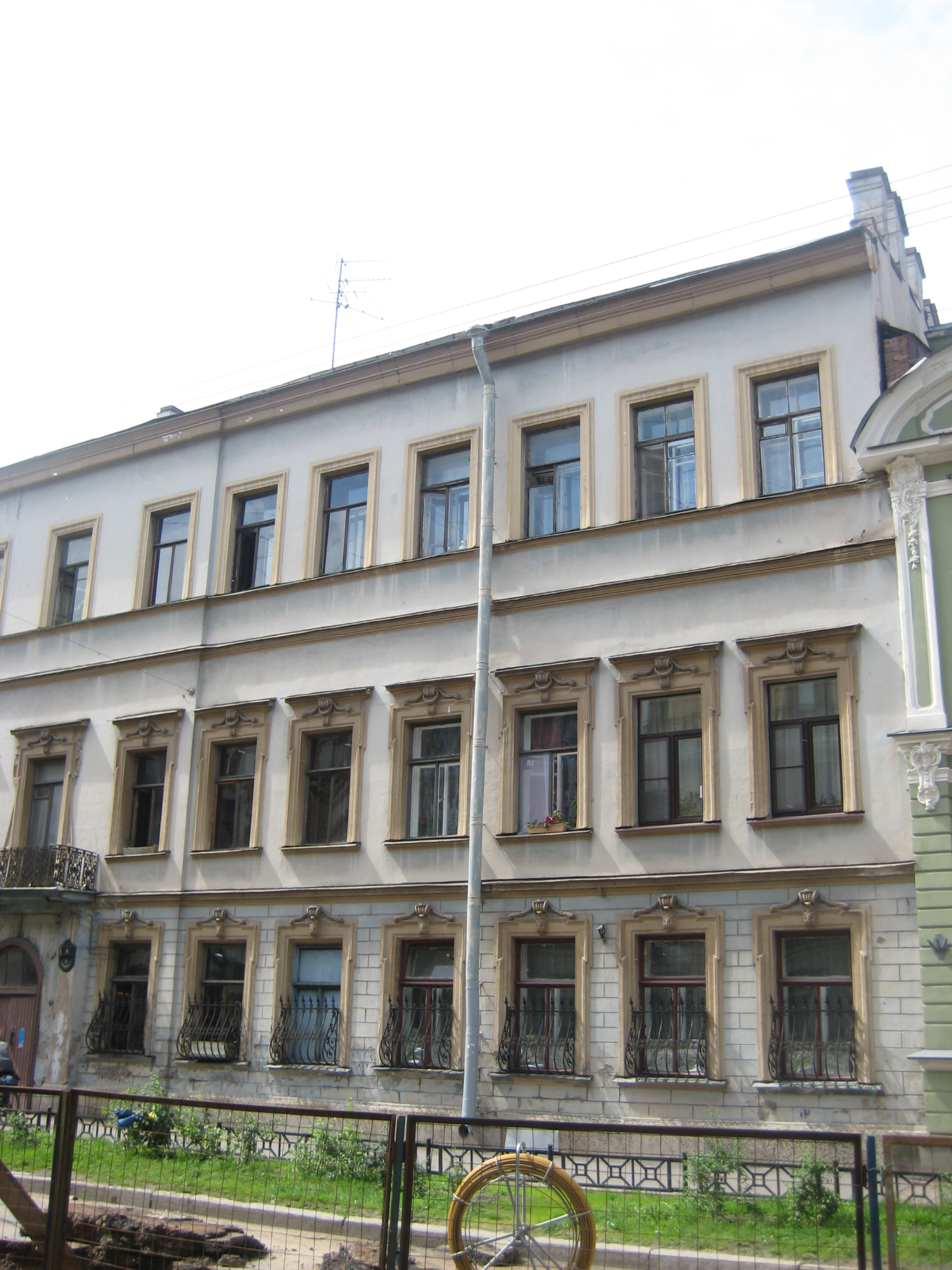
Особняк Щербатовой (№ 5)
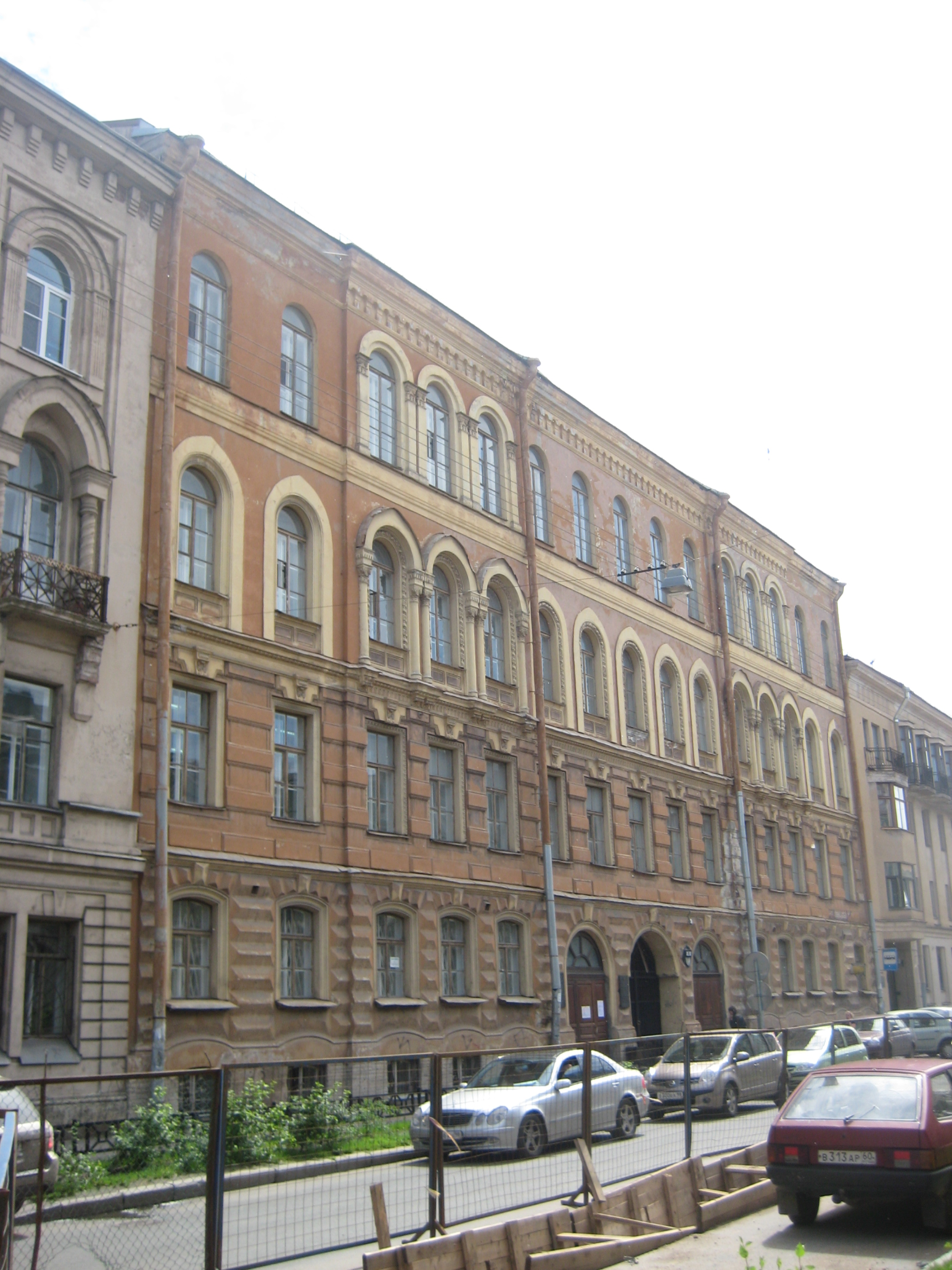
Особняк А. Г. Тройницкого (№ 6)
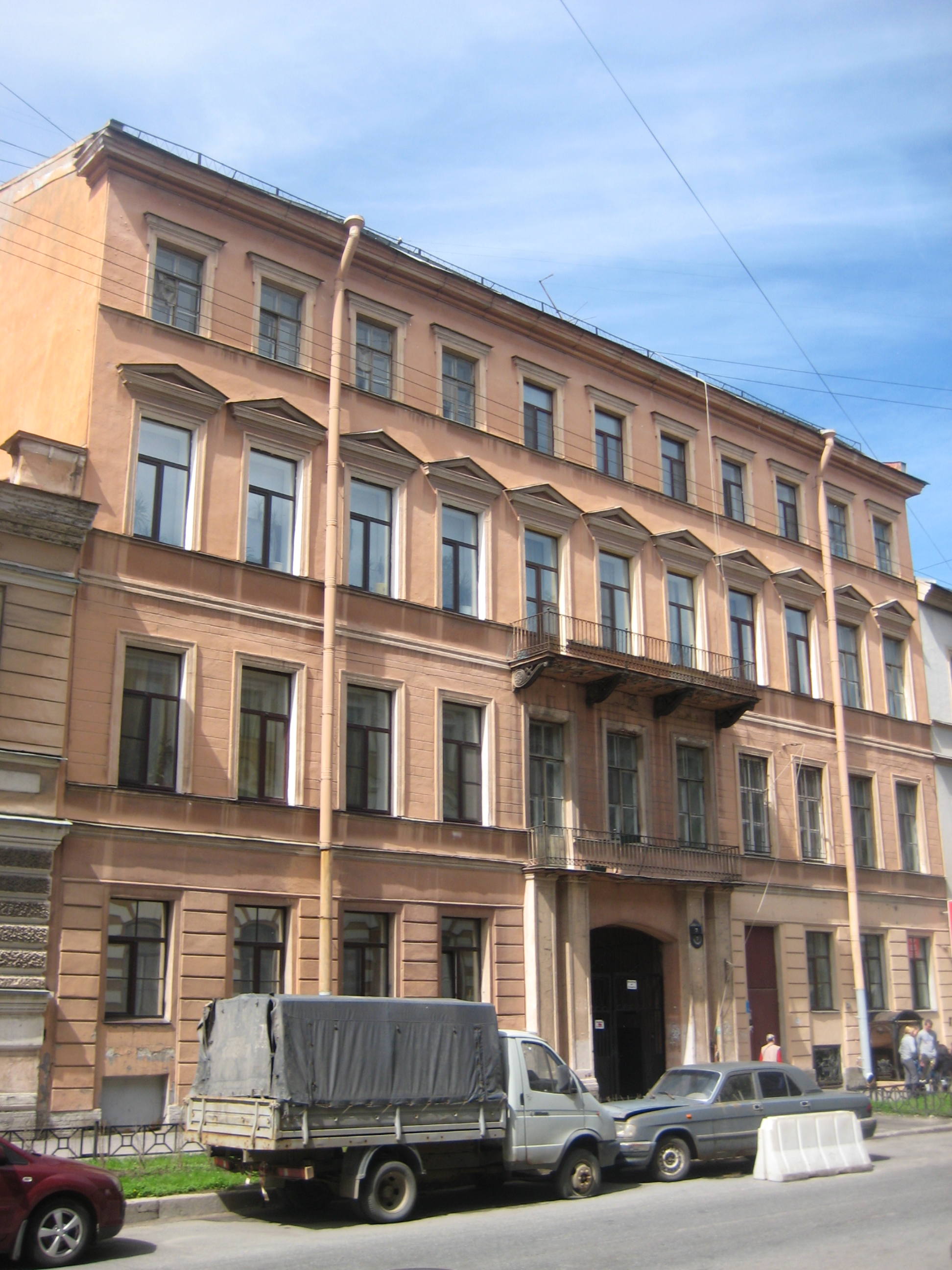
Дом О. П. Головкина (№ 7)
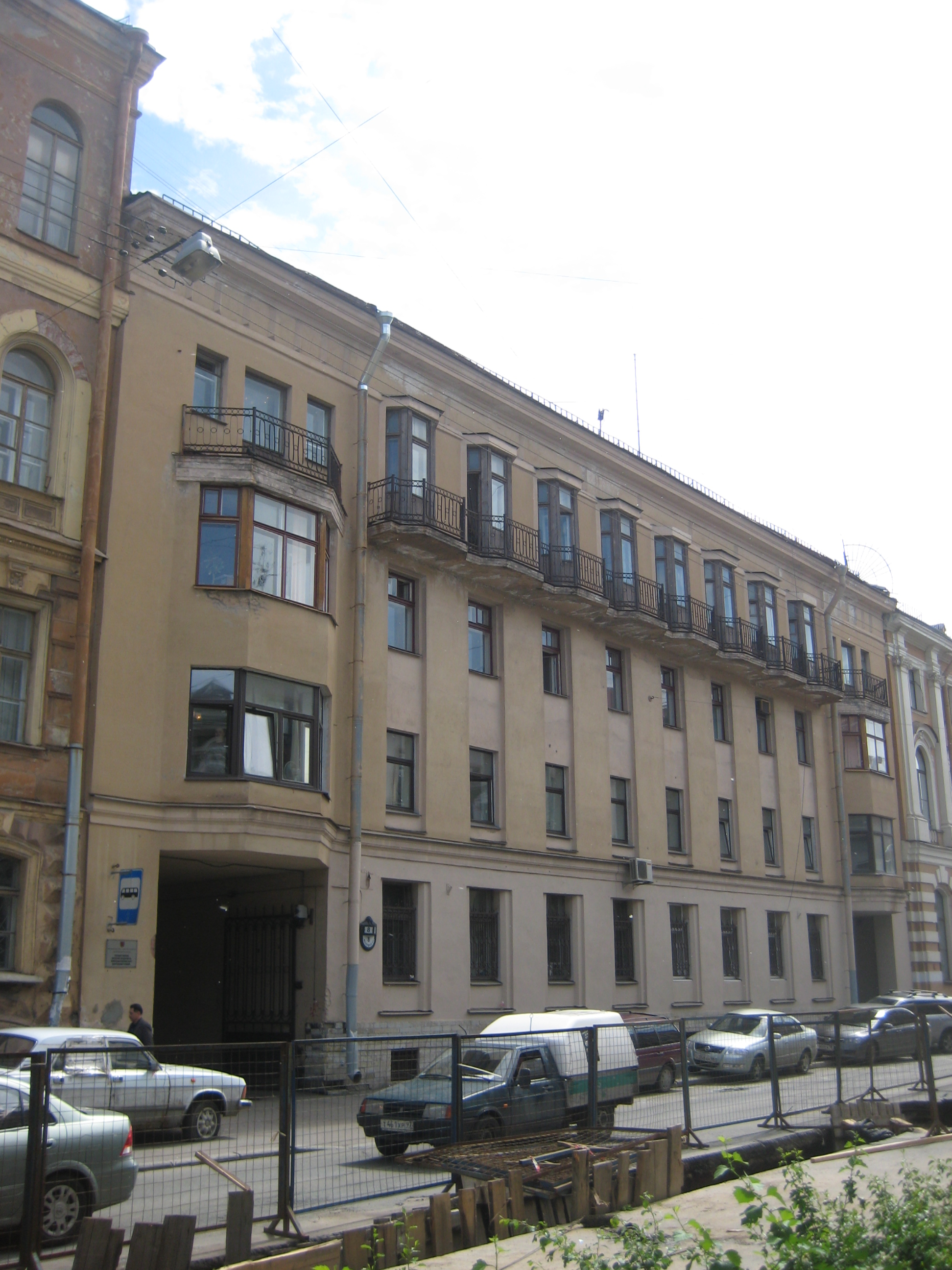
Администрация Центрального района (№ 8)

#### Особняк Щербатовой (№ 5)
Первым известным владельцем участка, где позднее расположился дом № 5, являлся адъютант графа Миниха Г. Резанов. В 1733 году он продал землю с двумя деревянными избами поручику В. С. Корсакову и солдату К. И. Скобельцыну, которые проживали здесь со своими семьями и крепостными служителями. Через 40 лет сын Корсакова продал оба участка придворному келлермейстеру И. М. Гудимову, который возвёл на этом месте каменный дом. После него зданием владела вдова «датского агента» Иоганна Гротена Каролина, а с 1800 года — семья Кадалинцевых. Через 25 лет у дома вновь сменился хозяин — владелицей помещения стала С. С. Бибикова (Кушникова), получившая его в качестве приданого. В 1836 году на участке был построен новый трёхэтажный каменный дом по проекту архитектора М. А. Макарова, который сдавался Бибиковыми в наём.
В 1852 году дом был куплен княгиней С. А. Щербатовой, которая осуществила перестройку фасада по проекту академика архитектуры Г. Боссе. После 1906 года зданием владела её дочь — графиня А. Г. Толстая. При ней силами архитектора А. Полещука была проведена реконструкция помещений, надстроен третий этаж. В 1910-х годах в доме находилась редакция журнала «Пожарное дело».

#### Особняк А. Г. Тройницкого (№ 6)
В 1869—1871 годах дом был перестроен по проекту архитектора академии художеств М. А. Макарова — увеличилось количество этажей, а фасад декорирован в стиле эклектики. Здание известно тем, что в 1893—1900 годах здесь жил известный хирург Н. В. Склифосовский.  7800311000

#### Дом О. П. Головкина (№ 7)
7802726000
Участок дома № 7 на Моховой улице в первой половине XVIII века занимал небольшой рынок. От дома № 5 его отделял переулок, ныне застроенный. Первое каменное здание появилось здесь во второй половине XVIII века, когда землёй владел надворный советник С. Ф. Решетов. В 1844 году новым хозяином дома стал купец О. П. Головкин, по заказу которого началось строительство нового здания по проекту И. Д. Корсини. Во время работ случился серьёзный инцидент — обрушились стены дома. Несмотря на то, что никто не пострадал, архитектор был арестован и осуждён на два месяца гауптвахты, а руководить строительством продолжил каменных дел мастер Карлес.
В 1851—1858 годах хозяином дома являлся генерал-лейтенант В. В. Гербель, директор петербургских Пороховых заводов. Здесь же жил и его сын — Н. В. Гербель, ставший поэтом, переводчиком и издателем. В 1858 году здание купила приобрела княгиня В. Ф. Оболенская. В сдаваемых ею комнатах в 1859—1860 годах жил Н. А. Добролюбов, а в 1880—1890-х годах — архитектор П. В. Алиш. В 1892—1894 годах дом принадлежал доктору медицины С. И. Ковалевскому. В это же время здесь жил вице-адмирал С. О. Макаров, русский флотоводец и учёный.

#### Администрация Центрального района (№ 8)
В 1980-х годах дом ранее находившийся на этом месте был снесён, а на его месте сооружёно новое четырёхэтажное административное здание по проекту архитекторов Болдыревой Т. В. и Харламовой В. В.
Сегодня здесь располагается отдел государственной статистики администрация Центрального района Санкт-Петербурга.

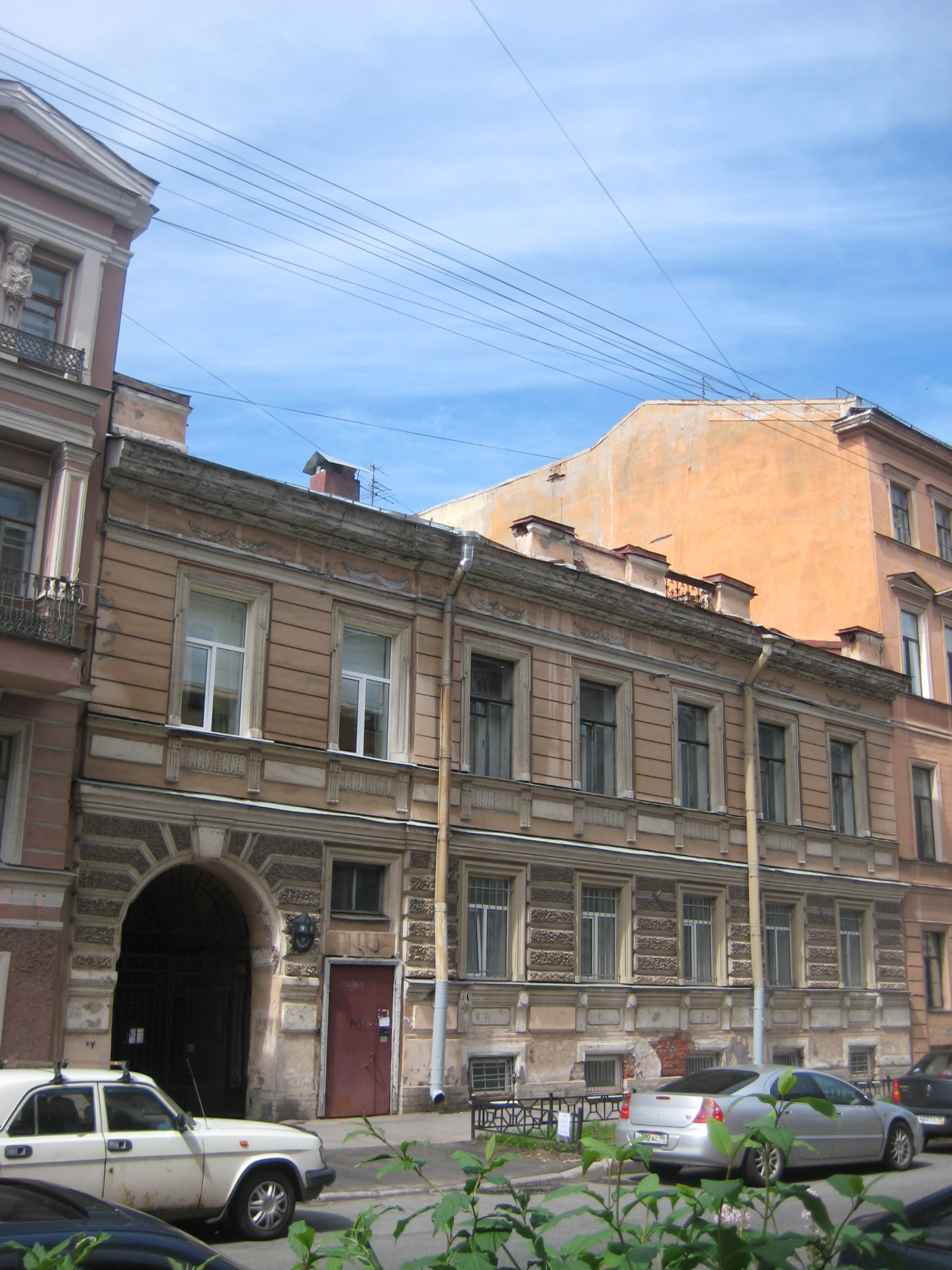
Дом А. И. Веригина (№ 9)
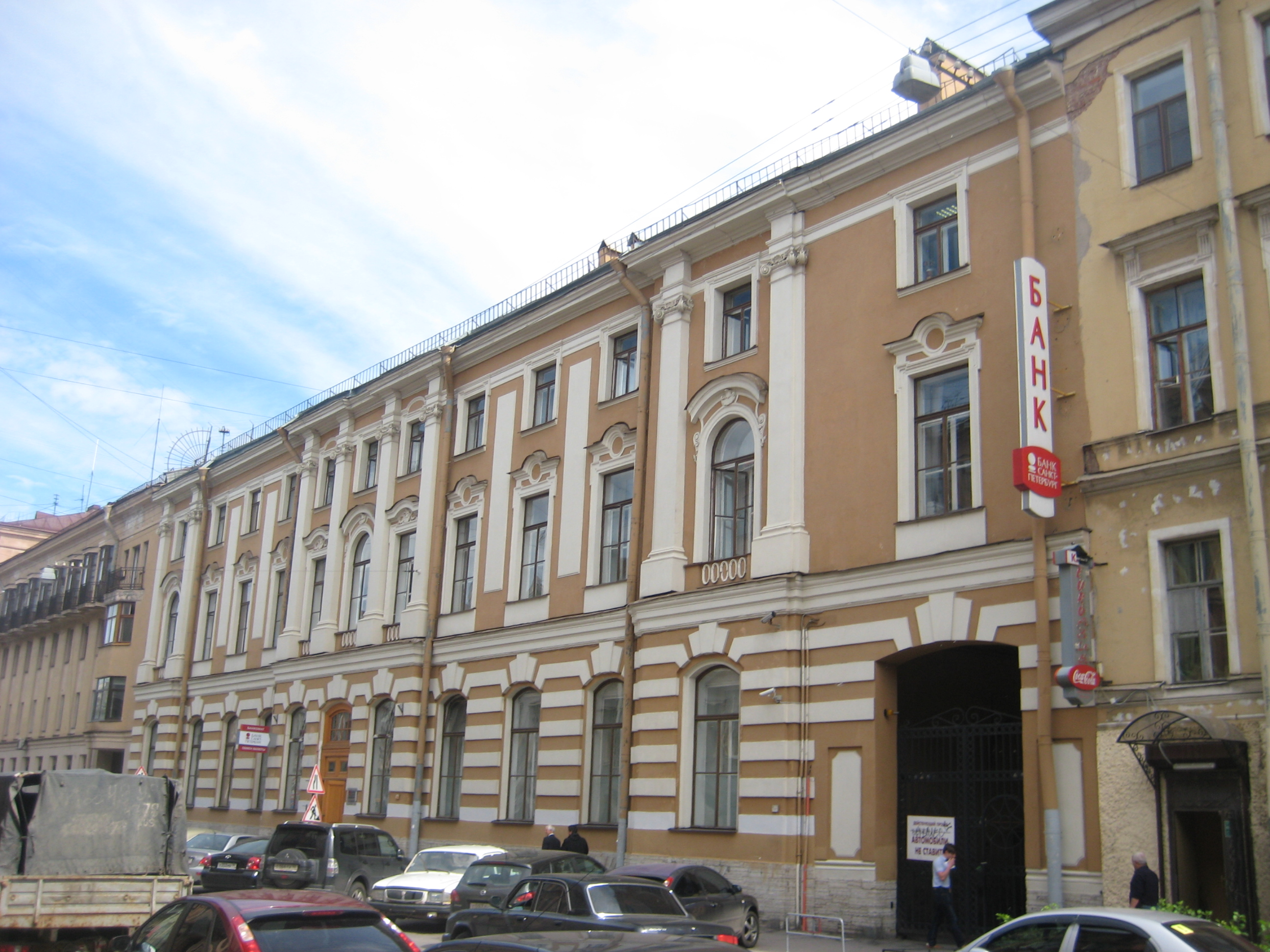
Особняк А. П. Шувалова (№ 10)
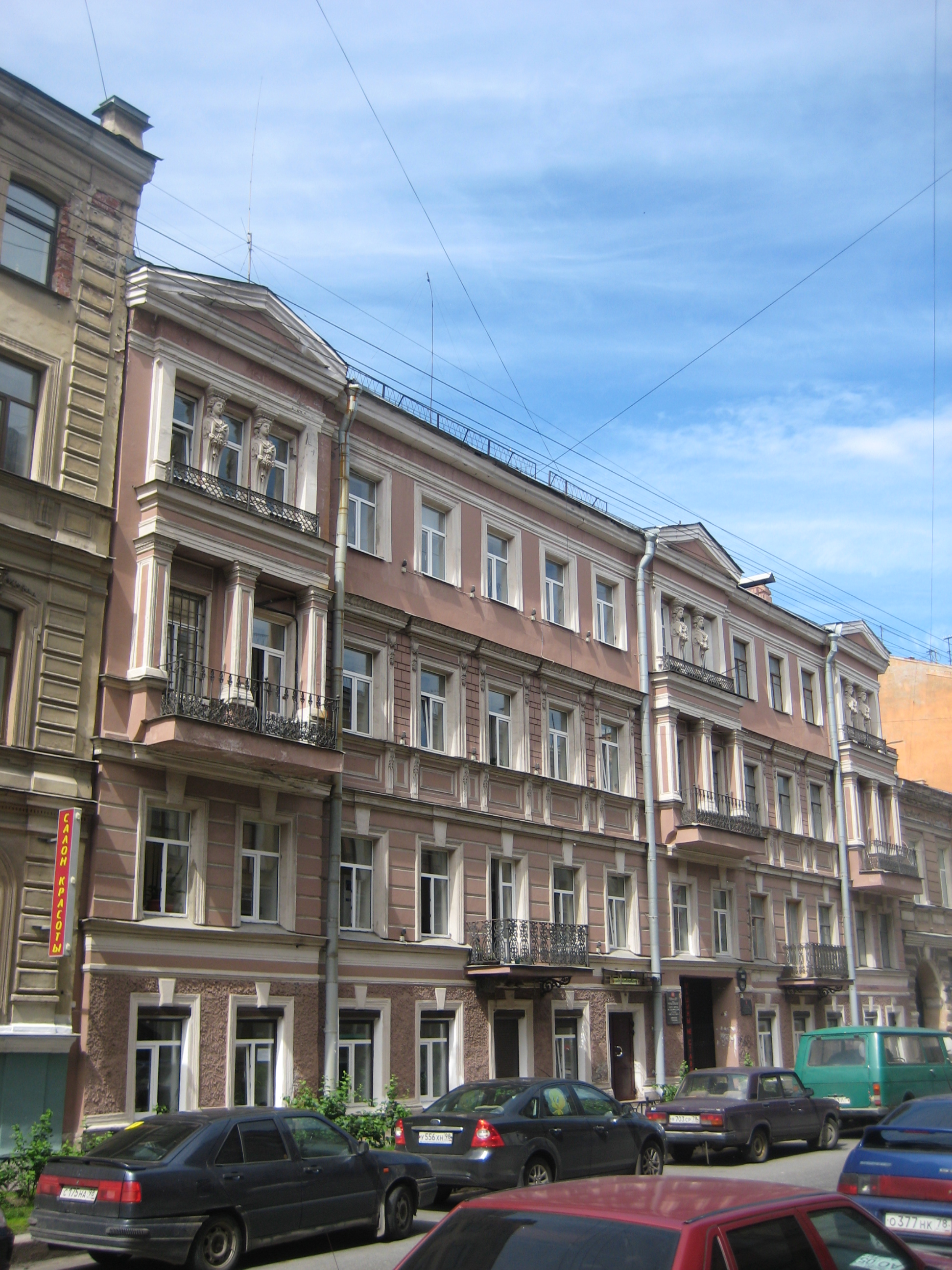
Дом Н. В. Латкина (№ 11)
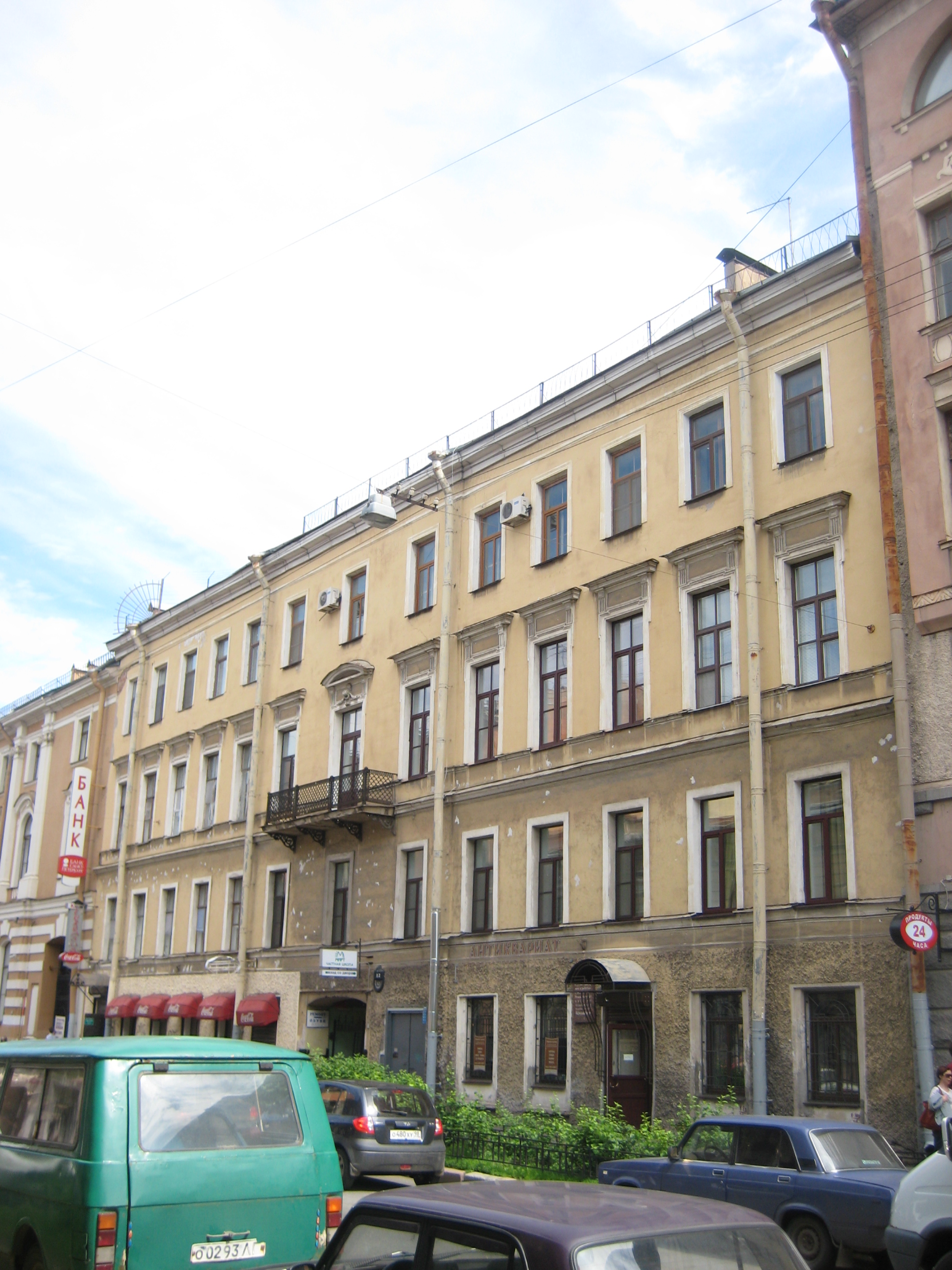
Дом А. У. Денфера (№ 12)

#### Дом А. И. Веригина (№ 9)
В 1730-х годах участок дома № 9 представлял собой два отдельных владения. В 1748 году они были объединены в одно писарем Придворной конторы И. Е. Стыровым, который выкупил соседний участок. До середины XIX века здесь сохранялся одноэтажный деревянный дом. В 1871 году участок купил член Государственного совета, генерал А. И. Веригин и через год для него был построен двухэтажный особняк по проекту архитекторов В. И. Токарева и А. Д. Шиллинга. В 1880—1890 годах дом принадлежал дворянской фамилии Петрово-Соловово.
В 1890-х годах одну из квартир в доме Веригина снимал популярный в то время актёр Ю. М. Юрьев.
В 1920-х годах в кв. 1 жили: Д. И. Выгодский, Б. К. Лившиц.

#### Особняк А. П. Шувалова (Е. А. Воронцовой-Дашковой) (№ 10)
7832073000
Особняк был построен в середине XIX века для генерал-майора и действительного статского советника Андрея Шувалова по проекту архитектора Луиджи Феррацини. Позднее, в начале 1910-х годов, дом и участок выкупил граф И. И. Воронцов-Дашков. По его заказу в 1913—1914 году архитектор И. А. Фомин переоформил интерьеры особняка в неоклассическом стиле. Одну из стен занимает глубокий четырёхколонный портик с двумя рядами колонн их бледно-жёлтого искусственного мрамора с белыми ионическими капителями, со сводом и тяжёлым белым антаблементом. Стены по краям этого портика украшены нишами из того же мрамора с белыми раковинами. На противоположной стене расположена небольшая плоская арка, оформленная пилястрами. Также сохранился овальный плафон, украшенный трапециевидными и ромбовидными кессонами. Он выполнен в белом, лиловом и ярко-синем цветах.

#### Дом Н. В. Латкина (№ 11)
Участок дома № 11 изначально представлял собой два отдельных двора. На левом — в небольшом деревянном доме в 1840 году три месяца жил В. Г. Белинский. В 1870 году это здание приобрёл Н. В. Латкин, сын известного в то время общественного деятеля, купца В. Н. Латкина. В 1873 году здесь по проекту архитектора Н. П. Высоцкого сооружён четырёхэтажный дом в девять окон. В 1878 году И. И. Булановым к нему был пристроен дворовый флигель. В 1889 году, уже при новых хозяевах, участки объединили, а само здание — расширили. До 1917 года в доме размещался Императорский Всероссийский аэроклуб.
В квартире на шестом этаже в 1930—1960-х годах жила В. С. Срезне́вская, близкая подруга А. А. Ахматовой, которая бывала здесь часто в гостях. В 1940-х годах в доме жила народная артистка РСФСР Е. М. Грановская.

#### Дом А. У. Денфера (№ 12)
В отличие от домов в начале улицы, участок под этим зданием являлся сквозным — выход на Литейный проспект он получил в 1740 годах, когда принадлежал секретарю Императорского кабинета Я. И. Бахиреву. Его большой двор сложился из трёх участков, хозяином которых были стряпчие Г. Ивин и Т. Колманов, а также водочному мастеру М. Трофимову. Строения у всех троих были деревянные, Бахирев же построил каменный дом. В 1846 году здание было трёхэтажным, а в 1870 году его надстроили четвёртым этажом. Фасад дома выполнен по проекту архитектора Э. Г. Юргенса.
На стене дома находится мемориальная доска, посвящённая известному художнику-графику и живописцу В. М. Конашевичу. На доске указано, что он проживал здесь с 1942 по 1963 год.

#### Доходный дом (№ 13)
На месте дома № 13 в 1750-х годах находились небольшие дворы служащих Партикулярной верфи. Позднее, на месте их ветхих жилищ образовался обширный двор столярного мастера Фонкенклаузена. В 1761 году этот участок купил певчий императорского двора И. К. Голеневмский. Его дом был деревянным на каменных погребах — в таком виде он перешёл во владение к регистратору П. Е. Белелюбскому. У следующих хозяев, наследников купца А. И. Меншуткина, ещё в 1840-х годах здесь имелся дровяной склад.
Дом в современном его виде был построен в 1865 году академиком архитектуры В. В. фон Виттом на месте ранее существовавшего здания. Владельцем на то время являлся штабс-капитан К. Ф. Ширмер. Однако, через несколько лет здание было выставлено на продажу за неуплату долгов и перешло в собственность капитана 2-го ранга Н. А. Ратькова-Рожнова. В 1909 году новым хозяином дома стал инженер-электрик М. Д. Калугину.

#### Дом О. И. Либих (№ 14)
Пятиэтажный доходный дом Ольги Либих сооружён в 1905 году в стиле модерн архитектором Ф. И. Лидвалем. Композиция фасада — асимметричная, справа находится эркер, а слева — ризалит. Украшением дома служит подбор материалов — тёмно-серый рустованный гранит первого этажа, розово-серая штукатурка и немногочисленные светлые декоративные детали. Во многих квартирах дома, а также в парадных сохранились уникальные изразцовые печи, сделанные по проектам Ф. И. Лидваля.
В 2001 году включён КГИОПом в «Перечень вновь выявленных объектов, представляющих историческую, научную, художественную или иную культурную ценность». В 2023 году включен в реестр объектов культурного наследия.

#### Особняк М. В. Штифтера (№ 15)
7802163000
Одним из первых хозяев участка дома № 15 в 1748 году стал И. И. Сляднев, ученик и помощник архитектора М. Г. Земцова. Выкупил его Сляднев у дворцового мёдостава И. Васильева. Далее участком владели другие хозяева. В 1840-х годах здесь располагался трёхэтажный каменный дом купчихи Котоминой, а в 1870-х годах П. Ю. Сюзором здесь были построены трёхэтажные дворовые флигели. В 1880 году здание приобрела княгиня О. И. Урусова, а в 1882 году — князь П. С. Оболенский. В 1898 году князь продал дом купцу В. С. Голенищеву (отцу египтолога Владимира Семёновича Голенищева). В 1912 году Голенищев продал особняк супруге банкира Штифтера. В 1913—1914 годах по её заказу дом был перестроен в стиле барокко архитектором Л. Л. Хойновским.
С 1920 по 1922 год в здании располагался Эстонский дом просвещения («эстонский Пролеткульт»). В 1924 году здание было передано Институту сравнительной патологии (ИНСПАТ), основанному М. Г. Тартаковским (1867—1935). Институт был Ленинградским отделением Государственного института экспериментальной медицины; при нём действовал научный музей сравнительной зоопатологии, открытый для посещения с 1926 года. В 1935 году институт был преобразован а Ленинградский институт усовершенствования ветеринарных врачей (ЛУИВВ), а в 1957 году был присоединен к Ленинградскому ветеринарному институту (ЛВИ) и переехал к Московским воротам. С 1958 по 1972 год в здании находился «Дом журналиста», затем Ленконцерт (при котором с 1980 года действовал «Музей эстрады»). С 1998 года несколько лет в здании находился Союз концертных деятелей Санкт-Петербурга. С 2001 года часть помещений на первом этаже занимает Фонд имени Д. С. Лихачёва. В 2006 году в основной части здания находится созданный в 2005 году Санкт-Петербургский «Дом национальностей».

#### Дом Шмидтов (№ 16)
По переписи населения 1737 года обширным двором на месте нынешнего дома № 16 владел И. А. Балакирев, придворный шут Петра I. После смерти императрицы Анны Иоанновны решил переехать в деревню, продав свой двор секунд-майору Конной гвардии Ф. И. Головину. В последующем, землёй владели: коллежский асессор А. А. Клестов, сёдельный мастер И. Ю. Шлейхе и О. А. Борисова, чей муж — И. Н. Борисов, при Екатерине II строил шлюзы на Ладожском озере. В 1799 году была составлена купчая на имя сёдельного мастера И. Шмидта, от которого участок перешёл его сыну Якову, а затем его внукам — Якову и Эдуарду.
В 1857—1858 годах на месте деревянных строений был возведён четырёхэтажный дом с широкими парадными справа и слева, с рустовкой в нижний этажах. Архитектором выступил один из владельцев дома — Э. Я. Шмидт. В 1860-х годах здесь жили: статс-секретарь С. А. Танеев, управляющий I отделением императорской канцелярии; а также А. И. Козлова, дочь слепого поэта И. Козлова. В 1900-х годах здание приобрёл потомственный почётный гражданин, купец А. И. Иванов. В 1911 году четырёхэтажный лицевой дом надстроили пятым и шестым этажами, а во дворе возвели шестиэтажный флигель. На первом этаже лицевого дома появились дополнительные двери и витрины. Работы производили гражданские инженеры Н. И. Котович и Н. Ф. Прокопович.
В 1943 году дом № 16 подвергся прямому попаданию авиационной бомбы Люфтваффе и был частично разрушен (со стороны флигеля, обращённого к Литейному проспекту) — разрушенные фрагменты восстановлены в 1959 г.
.

#### Доходный дом (№ 17)
До 1757 года участок принадлежал прапорщику Партикулярной верфи К. Норову, который продал свой двор мастеру исторической живописи П. Градицци. Дом итальянца был деревянным на каменном фундаменте. В дальнейшем владельцами этого участка являлись резчик Крет и купец А. Курапцев. В 1810—1850 годах дом принадлежал семье протопресвитера П. В. Криницкого, а в 1860-х — А. И. Якунчикову. В 1875 году для штаб-ротмистра И. П. Струбинского архитектором А. В. Ивановым здесь был построен пятиэтажный дом с рустовкой на первом и втором этажах, с эркерами, завершёнными полукруглыми лепными фронтонами. В 1870-х годах в доме проживал известный поэт, журналист и критик Н. С. Курочкин. В 1878—1894 годах здание принадлежало текстильному фабриканту А. В. Гуку. Позднее его наследники продали дом князю С. С. Абамелек-Лазареву, который сдавал квартиры внаём.
Во время капитального ремонта дома в 1980-х годах интересное оформление получил двор, где был выявлен и зафиксирован в виде террасы перепад высот между Моховой и Гагаринской улицами.

#### Доходный дом А. А. Ветошкиной (№ 18)
Территория нынешних домов № 18 и 20 по Моховой улице, а также № 17 и 19 по Литейному проспекту составляла в 1730-х годах одну большую усадьбу генерала А. И. Ушакова. Этот двор сдавался генералом внаём — долгое время здесь жил его денщик Г. Морозов. С 1780-х и до 1820-х годов этот большой участок принадлежал семейству генерала Б. И. Меллер, который до переезда в Санкт-Петербург являлся начальником Колывано-Воскресенского горного округа и жил со своей семьёй в Барнауле. После смерти генерала в 1811 году домом владела его вдова, а с 1823 года — их дочь Е. Б. Ахвердова, которая вскоре продала свой участок купцу И. Мешуткину.
В 1843 году владелицей дома стала графиня А. Р. Ламздорф, жена Н. М. Ламздорфа. В том же году архитектор А. П. Гемилиан составил для неё проект нового трёхэтажного дома с двумя ризалитами и рустовкой по всему фасаду, а в 1857 году архитектор Р. Р. Генрихсен построил дворовый флигель. В 1867—1899 годах хозяином здания являлся известный оперный артист П. К. Бронников, а позднее — академик архитектуры Ю. Ю. Бенуа. В глубине двора на своём участке он построил флигель, кроме того в доме расположились правление «Лесной фермы Ю. Ю. Бенуа» и молочная лавка. Для следующей хозяйки А. А. Ветошкиной дом и два флигеля были надстроены по проекту А. И. Носалевича.
С 1928 по 1937 год в доме проживал моряк, писатель, радиолюбитель и пропагандист джаза С. А. Колбасьев.

#### Здание школы (№ 19)
7832074000
Построено в 1935 гг., арх. А. И. Гегелло, Д. Л. Кричевский, при участии Е. Г. Груздева.

#### Особняк А. Р. Ламздорф (№ 20)
7832075000
Первые сведения о застройке данного участка относятся к середине XIX века. В 1849 году он принадлежал графине Александре Романовне Ламздорфе, вместе с ним был куплен соседний участок № 18. Тогда они оба были застроены разновысотными каменными домами. В 1851-м графиня Ламздорф пригласила архитектора Людвига Бонштедт построить на их месте трёхэтажный лицевой дом с флигелями и службами во дворе. Первый проект зодчего не устроил заказчика, и в 1852-м был изменён, в нём флигели получили разную высоту (от 2 до 4 этажей). В 1866—1867 годах прошёл второй этап строительства — под руководством архитектора Геннера были возведены дворовые службы. В 1874-м владение продали, оно сменило несколько хозяев, пока в 1887-м не перешло к Мине Егоровне Кох. При неё лицевой корпус был перестроен по проекту архитектора Соболевского в 1887-м, в 1890-м и 1901-м перестраивали дворовые флигели. С начала 1900-х дом принадлежал князю И. М. Оболенскому, а затем его вдове.

#### Доходный дом купца А. Ф. Евментьева (№ 21-23)
Дом в его нынешнем виде был построен в 1899 году по проекту гражданского инженера М. А. Евментьева — сына купца 1-й гильдии А. Ф. Евментьева. В настоящее время здание является памятником архитектуры.
На месте дома N 21 в 1740-х гг. размещалась аптека Партикулярной верфи, при ней жил аптекарь Ф. Н. Крайский. По-видимому, с прекращением деятельности Партикулярной верфи аптеку закрыли или перевели в другое место, а участок перешёл в частные руки. В 1796 г. владелец участка купец В. Е. Еремеев продал его генерал-поручику Р. Н. Томилову — военному инженеру, служившему в ведомстве Главной артиллерии и фортификации. В 1798 г. вдова и сын Томилова продали двор с деревянными строениями столярных дел мастеру Е. Мейеру. В первой трети XIX в. домом владел индийский подданный Гемраджи Магундасов Войкатрио. В 1839 г. он продал дом К. М. Ханыковой.
В 1840-х гг. на этой обширной территории находился двухэтажный каменный дом с каменным флигелем, а также деревянные строения на каменном фундаменте и дровяной двор. С конца 1870-х гг. дом 21, составлявший общее владение с домом 23, принадлежал купцу 1-й гильдии А. Ф. Евментьеву. В 1889—1900 гг. дом перестроил его сын — гражданский инженер М. А. Евментьев. Он возвел пятиэтажный дом с полукруглым угловым эркером, увенчанным башенкой с небольшим куполом. Ещё два эркера выделялись на фасаде со стороны Моховой ул. Рустовка и лепка барочного характера составляли богатый декор фасада.
В доме в своё время жили такие известные личности, как светлейшая княгиня Екатерина Михайловна Юрьевская, урождённая княжна Долгорукова — вторая супруга императора Александра II, генерал от инфантерии Николай Иванович Гродеков — герой «Китайской войны», Приамурский и Туркестанский генерал-губернатор, член Государственного совета.
Во время ВОВ здание серьёзно пострадало: бомба пробила угол дома сверху донизу.
В начале 1950-х гг. угловая часть была восстановлена, но в более крупных и лаконичных формах.

#### Доходный дом А. Х. Пеля (№ 22)
7832076000
«Дом с грифонами», архитектор А. Х. Пель, 1840-е. С 1924 по 1927 гг. в этом доме в кв. № 12 жил 6-й любавический ребе Йосеф Ицхак Шнеерсон.
В 1850-х годах жил архитектор Владислав Павлович Львов.
В 1910-х годах на первом этаже дома был один из магазинов торгового дома «В. И. Черепенников с сыновьями».

#### Доходный дом купца А. Ф. Евментьева (№ 23)
Читай: Доходный дом купца А. Ф. Евментьева (№ 21-23)

### От улицы Пестеля до улицы Белинского

#### Доходный дом (№ 24)
В 1843—1844, 1845—1869 гг. в доме Есакова жил и умер композитор Даргомыжский А. С. (1813—1869).

#### Дом Т. О. Туранова (№ 25)
В 1862 рядом с домом Т. О. Туранова, построенным гражданским инженером Е. П. Дмитревским была возведена часовня Череменецкого монастыря (арх. Г. И. Карпов). Впоследствии часовня была снесена, на её месте построили жилой корпус.

#### Дом Мелихова (№ 26)
Первым хозяином этого участка до 1737 года являлся генерал-кавалерист С. Г. Нарышкин. С 1765 года новыми владельцами стали купцы Щербаковы, жившие здесь вплоть до 1840-х годов. Они в начале XIX века построили трёхэтажный лицевой дом и каменные дворовые флигели в три и четыре этажа. Часть комнат сдавались в наём, так у одного из обитателей дома, богатого украинского землевладельца П. Энгельгардта среди крепостной прислуги жил будущий писатель Т. Шевченко. Также здесь, в одном из дворовых флигелей в 1833—1835 и в 1851 годах проживал композитор М. И. Глинка; в 1854—1873 годах — музыкальный и художественный критик В. В. Стасов; а в 1860-х — доктор медицины К. И. Грум-Гржимайло. Среди посещавших дом гостей были: А. Н. Серов, В. Ф. Одоевский, К. П. Брюллов, А. Г. Венецианов.
В 1837 году дом № 26 за долги был отдан жене вице-адмирала В. И. Мелихова — О. К. Мелиховой. Вскоре после этого, в 1844 году архитектор О. В. Бремме надстроил трёхэтажное здание на ещё один этаж. В 1883 году после смерти хозяйки, дом перешёл по наследству её внуку — графу Н. Н. Симоничу, а тот в свою очередь продал его генералу Н. А. Безаку в 1893 году. Далее, по наследству здание переходит к его дочери М. Н. Граббе. Её муж, граф А. Н. Граббе в 1913—1914 году осуществил перестройку дома по проекту архитектора С. Г. Гингера, в ходе которой лицевой дом поднялся ещё на один этаж, а во дворе появились новые корпуса.

#### Дом страхового общества «Россия» (№ 27—29)
Доходные дома были построены по проекту академика архитектуры Леонтия Бенуа 1897—1900 годах. Главный корпус был выстроен на некотором расстоянии от красной линии улицы. Слева от него был построен флигель, уравновесивший стоявший справа от парадного двора четырёхэтажный дом, 4-й этаж которого ещё прежними владельцами, Корниловыми, был сдан в аренду Л. С. Таганцевой, открывшей здесь в 1883 году частную женскую гимназию. Пространство между флигелями образовало озеленённый парадный двор (курдонёр). Здесь жили В. Н. Коковцов, В. И. Ковалевский, В. И. Тимирязев, семья графа Ивана Васильевича Стенбок-Фермора, Л. К. Шешминцев.
В начале 2021 года компания «Доминвест» приобрела в здании квартиру № 70 и начала разделять её на несколько студий, распродав 700 м² площади по долям новым собственникам. В процессе ремонта разобрали историческую печь и ванную, частично разрушили лепнину, нанесли повреждения несущим балкам и стенам. Представители КГИОП заявили, что разрешения на работы не давали, было выдано предписание на приостановку работ.

#### Доходный дом А. И. Резанова (№ 28)
7832078000
1878 г., стиль эклектика, арх-ры Виктор Шрётер, Иероним Китнер, 1913 г. (строительство дворовых флигелей, надстройка лицевого дома), арх. В. С. Карпович. С 1912 года зданием владело страховое общество «Россия», на лицевом и дворовых фасадах были установлены картуши с монограммой «ОР». В советское время буквы были заменены на пятиконечную звезду. В доме жили основатель ТЮЗа Александр Брянцев, нейрохирург Андрей Поленов, писатель Николай Никитин.

#### Доходный дом Кельберга (№ 30)
В 1843—1844, 1845—1869 гг. в доме Есакова жил и умер композитор Даргомыжский А. С. (1813—1869).

#### Тенишевское училище (№ 33-35)

Учебный театр на Моховой

В самом конце XIX века князь В. Н. Тенишев (блестяще образованный предприниматель, музыкант, коллекционер, учёный-этнограф, социолог, математик, меценат) велел снести жилой дом, чтобы на его месте возвести здание для частного коммерческого училища. Архитектором стал гражданский инженер Р. А. Берзен, оригинально соединивший стеклянной галереей два корпуса. В строительство Тенишевым был вложен огромный по тем временам капитал — более миллиона рублей.
Среди выпускников училища — писатели В. Набоков, О. Мандельштам, О. Волков, действительные члены Академии наук В. Жирмунский, Е. Крепе, Д. Наливкин, Д. Скобельцин, органист И. Браудо и многие другие. Здесь сидели за одной партой дети члена Государственной думы П. Милюкова и философа В. Розанова, писателя М. Арцыбашева, архитектора А. Хренова и внуки Л. Н. Толстого.
Огромная студенческая аудитория в виде амфитеатра знавала не только выступления лучших петербургских учёных. В знаменитом зале проходили литературные и музыкальные вечера, авторские концерты известных поэтов, писателей, музыкантов, звучали голоса великих актёров В. Комиссаржевской, Н. Ходотова, Ю. Юрьева и других.
На этих же подмостках состоялись подлинные театральные открытия. Именно здесь впервые в России была показана пьеса Г. Ибсена «Маленький Эйольф» Передвижного театра П. Гайдебурова и Н. Скарской. Барон Р. Унгерн, ученик Мейерхольда, поставил комедию Аристофана «Женщины в народном собрании».
Самым значительным событием стал спектакль Вс. Мейерхольда по «Незнакомке» и «Балаганчику» А. Блока. Именно Мейерхольд открыл необычайные постановочные возможности нестандартной сцены-аудитории, словно вручив ей мандат на будущие сценические открытия.
На сцену-арену выходили в начале XX века А. Ахматова, М. Горький, С. Есенин, В. Маяковский. Л. Д. Блок читала публике в присутствии Блока его поэму «Двенадцать». Это пространство насыщалось мощной энергией творческого созидания, пронизывалось силовыми волнами человеческих мыслей и чувств.
23 февраля 1922 года здесь состоялась премьера сказки П. Ершова «Конек-горбунок». Зданию несказанно повезло: власти разместили здесь не контору, а Театр юных зрителей, который прожил в этом здании ровно 40 лет. Поначалу он делил площадку на Моховой, 33/35 с театром кукол, которым руководил Е. С. Деммени. На большой сцене играл свои спектакли ТЮЗ, в фойе шли представления кукольников. Однажды куклы отважно вышли на сцену-арену: спектакль «Плутни Скапена» по Мольеру был сыгран одновременно двумя труппами — куклы забавно пародировали актёров ТЮЗа.
Без преувеличения можно сказать, что добрая половина ленинградских актёров делала свои первые шаги в Театре юных зрителей под чутким руководством замечательного режиссёра и театрального деятеля А. А. Брянцева, мемориальная доска в честь которого украшает фасад театра на Моховой. Первое знакомство многих юных ленинградцев с драматическим театром произошло именно здесь. Театр всегда был полон детьми, и эта его особенность тоже не канула в Лету: несмотря на академизм зрительного зала, выдержанного в стиле северного модерна, он и сегодня свободно дышит юностью.
В 1962 году ТЮЗ торжественно переехал на Пионерскую площадь. И вот тогда было принято решение о передаче этого здания Ленинградскому государственному институту театра, музыки и ки¬нематографии, легендарному ЛГИТМиКу, ныне — Академии театрального искусства. Студенты могли только мечтать о таком театре. Спектакли, которые рождались на свет иногда на втором-третьем, иногда на четвёртом курсе, они показывали в студенческих классах и на Малой сцене, которая расположена в здании Академии напротив, на Моховой, 34.

#### Особняк Н. В. Безобразовой (№ 34)
Особняк Н. В. Безобразовой (жены генерала В. М. Безобразова) построен архитекторами Ю. Ю. Бенуа и К. И. Стрегулиным по проекту А. И. Владовского (1902—1904). Ю. Ю. Бенуа также построил ей доходный дом по адресу Набережная канала Грибоедова, д. № 50-54 / Сенная площадь, д. № 13 / Переулок Гривцова, д. № 11 (1903—1905)

#### Здание глазной лечебницы В. В. Лерхе (№ 38)
Первые сведения о застройке данного участка восходят к 1737 году — тогда двор Аврама Полубояринова был продан секретарю Придворной конторы Степану Ходову. В дальнейшем участок сменил множество владельцев, пока в 1837 году не был продан за 75 тысяч рублей Комитету частной глазной лечебницы В. В. Лейхе. Выходец из Германии Василий Васильевич Лейхе (урождённый Теодор-Генрих-Вильгельм) был окулистом двух российских императоров, в 1836 был пожалован дворянским гербом. Здание его частной лечебницы спроектировал и построил архитектор Иосиф Шарлемань, работы шли с 1837 по 1840 год. Лечили в больнице бесплатно, за помощью в неё обращались даже жители соседних губерний.

#### Дом П. П. Оржевской (№ 43)
Построен в 1827 году архитектором    Г. И. Карповым, в 1893 году здесь находилось заведение для шведской врачебной гимнастики и массажа Витте Оскара Николаевича.

#### Доходный дом Н. Г. Хрулевой (№ 45)
С 1894 по 1899 года в этом доме находилось заведение для шведской врачебной гимнастики и массажа Витте Оскара Николаевича.

#### Здание дирекции чемпионата мира по хоккею. Жилой дом (№ 47)
Построен в 1997—2000 гг., архитектор М. И. Лапшина.